# Lino Ventura
Lino Ventura (nacido como Angiolino Giuseppe Pasquale Ventura, Parma, 14 de julio de 1919-Saint-Cloud, 22 de octubre de 1987) fue un actor italiano del cine francés. Comenzó su carrera como profesional de la lucha grecorromana en la categoría de pesos medios (fue campeón de Europa de pesos medios de lucha grecorromana en 1950). Hijo de inmigrantes italianos, luego un luchador antes de convertirse accidentalmente en actor junto a Jean Gabin en Touchez pas au grisbi que tuvo éxito cuando se estrenó en los cines en 1954.
Acostumbrado en un principio a papeles secundarios como secuaces o matones, se convirtió en una estrella a finales de la década de 1950 gracias a películas como Le Gorille salue vous bien (1958) y Le fauve est lâché (1959). Alternando comedias de éxito, a veces con diálogos de Michel Audiard, como Les Tontons flingueurs (1963), Les Barbouzes (1964), Ne nous fâchons pas (1966), Adventure is adventure (1972), L'Emmerdeur (1973) o La Gifle (1974), y dramas y películas de detectives como Les Grandes Gueules (1966), Le Deuxieme Souffle (1966), Le Clan des Siciliens (1969), L'Armée des ombres (1969) o Garde à vue (1981), es desde finales de los años 50 hasta su muerte uno de los actores más populares y rentables del cine francés, con 130 millones de entradas en taquilla.
Padre de cuatro hijos, incluida una hija discapacitada, es el fundador con su esposa Odette en 1966 de la asociación Perce-Neige, destinada a ayudar a personas con discapacidad intelectual.

## Biografía

### Juventud
Angiolino Giuseppe Pasquale Ventura, nació el 14 de julio de 1919 en Parma, Italia. Es el único hijo de Giovanni Ventura y Luisa Borrini. En 1927, tenía 8 años cuando salió de Italia con su madre para reunirse con su padre, que había ido a trabajar como representante de ventas a París unos años antes. Pero llegó a Montreuil el 7 de junio de 1927, madre e hijo no encuentran a Giovanni. El padre ha desaparecido. Posteriormente, Lino Ventura rara vez evocará a regañadientes a este padre ausente. Lino y su madre se mudaron con amigos a la calle 57, de Romainville, en Montreuil, en el corazón de la comunidad italiana, cuya integración no estuvo exenta de problemas. A continuación, se instalan en la calle Papillon, en el 9º distrito de París, donde Luisa consiguió un trabajo de limpieza en el hotel Baudin.
Para ayudar a su madre a mantenerlos, dejó la escuela y comenzó a trabajar a los 9 años. Ejerce sucesivamente diferentes trabajos: portero, repartidor, mecánico, comercial y oficinista.
Lino Ventura habla francés sin acento, después de haber pasado la mayor parte de su vida en Francia, y habla italiano con un toque de Parma. De todos modos, es parte integrante del patrimonio cinematográfico francés. Fue aclamado en 2005 por 23ª  posición en el ranking de los 100 franceses de todos los tiempos.

### Luchador
Sus amigos en Square Montholon lo introdujeron al deporte. A los 16 años, conoce a Fred Oberlander, un campeón austríaco de lucha grecorromana residente en el hotel Baudin. Este lo convenció de venir a entrenar regularmente en lucha libre en la sala del club atlético Gobelins, luego en la Porte d'Italie. Aprendiendo humildad y fraternidad practicando este deporte, se forja en sus palabras "una mentalidad de ganador". Fue en este momento, cuando era mensajero en la Compañía de Turismo Italiana (CIT), y con cobertura de los servicios de inteligencia de la Italia fascista, que conoce a Odette Lecomte en esta agencia de viajes.
Como mantuvo su nacionalidad desde su nacimiento, se alistó en el ejército italiano al comienzo de la Segunda Guerra Mundial. Desertó cuando el régimen fascista colapsó (julio de 1943) y va a París para reunirse con Odette, con quien se casó el 8 de enero de 1945. Amenazado con la denuncia, para no ser detenido por los alemanes, se escondió en Baracé en una casa utilizada como granero, casa que volvió para comprar una vez terminada la guerra.
Después de la guerra, comenzó una carrera de luchador, más remunerativa que la lucha libre, y participó en peleas en la Salle Wagram y en el Cirque d'Hiver donde luchó bajo el nombre de Lino a Borrini, alias "el cohete italiano". Su carrera de lucha alcanzó su punto máximo en febrero de 1950 cuando se convirtió en campeón de Europa de los pesos medios de Italia. Termina el 31 de marzo de 1950, cuando Henri Cogan que posteriormente sería también actor, le inflige una doble fractura abierta en la pierna derecha al arrojarlo sobre sillas de metal. Luego se convirtió en organizador de peleas para una veintena de luchadores de su equipo.  
En 1942 se casó con Odette Lecomte, su amor de juventud, con quien tuvo cuatro hijos: Mylène en 1946, Laurent en 1950, Linda en 1958 y Clelia en 1961. 
En 1953, de forma totalmente casual, un amigo habló de él al realizador Jacques Becker, que buscaba a un italiano para interpretar un papel con Jean Gabin en su película Touchez pas au grisbi. Se produjo el encuentro y Becker le ofreció allí mismo el papel de Angelo, que Lino rechazó en un primer momento. Con el estreno de Touchez pas au grisbi todo el mundo profesional se fijó en él.
Fue inmediatamente adoptado por el mundo del cine, empezando por Jean Gabin, quien se convirtió en gran amigo suyo y también por el público, gracias a su soltura y su talento natural de actor, que hicieron de él el intérprete ideal de las películas de la serie negra, del truhan y del policía duro y con gran corazón. Sin haber seguido curso alguno de interpretación subió rápidamente los escalones. Primero fue actor secundario y después accedió a los primeros papeles, afinándose su actuación. Se convirtió en uno de los pesos pesados del cine francés y siguió siendo siempre reconocido como uno de los mejores en el cine francés.
Padre de una hija discapacitada desde su nacimiento (Linda, nacida en 1958) creó con su mujer Odette en 1966 una asociación benéfica en su lugar de residencia, Saint-Cloud, con el fin de ayudar a niños en tal situación.

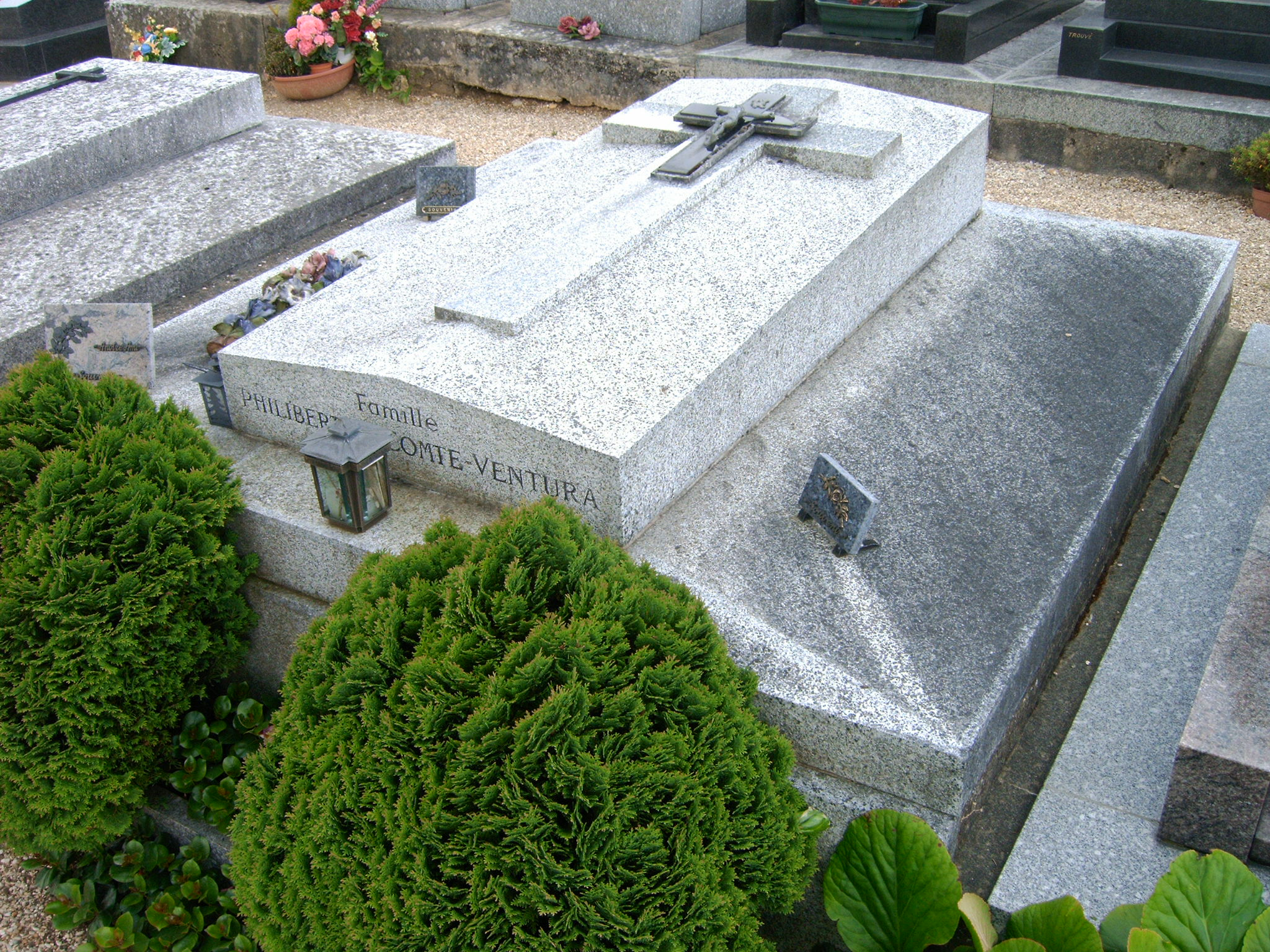
Tumba de Lino Ventura.

Falleció a la edad de 68 años de un ataque al corazón tras 34 años de carrera cinematográfica y 75 películas. Reposa en el Cementerio de Val-Saint-Germain en el Essonne.

## Filmografía

### Años 1950
- 1954: 
  - Touchez pas au grisbi de Jacques Becker: Angelo
- 1955: 
  - Razzia sur la chnouf de Henri Decoin:  Roger, el catalán
- 1956: 
  - La loi des rues de Ralph Habib: Mario
  - Crime et Châtiment  de Georges Lampin: El patrón del bar
- 1957:
  - Le Feu aux poudres de Henri Decoin: Legentil
  - Action immédiate de Maurice Labro: Bérès
  - Trois jours à vivre de Gilles Grangier: Lino Ferrari
  - Le rouge est mis de Gilles Grangier: El gitano
  - L'étrange Monsieur Steve de Raymond Bailly: Denis
  - Maigret tend un piège de Jean Delannoy: El inspector Torrence
- 1958:
  - Ces dames préfèrent le mambo de Bernard Borderie:  Paulo
  - Ascenseur pour l'échafaud de Louis Malle:  el comisario Cherrier
  - Montparnasse 19 de Jacques Becker: Morel
  - Le Gorille vous salue bien de Bernard Borderie:  Géo Paquet, alias "El Gorila"
  - Sursis pour un vivant de Ottorino Franco Bertolini y Victor Merenda: Borcher
- 1959:
  - Douze heures d'horloge de Géza von Radványi: Fourbieux
  - Marie-Octobre de Julien Duvivier: Carlo Bernardi
  - 125, rue Montmartre de Gilles Grangier: Pascal
  - Un témoin dans la ville de Édouard Molinaro: Ancelin
  - Le chemin des écoliers de Michel Boisrond: Tiercelin
  - Le fauve est lâché de Maurice Labro: Paul Lamiani

### Años 1960
- 1960: 
  - Classe tous risques de Claude Sautet: Abel Davos
  - Les Mystères d'Angkor de William Dieterle: Biamonte
- 1961:
  - Un taxi pour Tobrouk de Denys de La Patellière: Théo Dumas
  - La fille dans la vitrine de Luciano Emmer: Federico
  - Le roi des truands de Duilio Coletti: El truhán
  - Le bateau d'Émile de Denys de La Patellière: Emile Bouet
  - Les lions sont lâchés de Henri Verneuil: El doctor Challenberg
  - Le Jugement dernier de Vittorio De Sica : El padre
- 1962:
  - Le diable et les dix commandements de Julien Duvivier: Garigny
  - Les petits matins de Jacqueline Audry: El chófer de autobús
  - L'Opéra de quat'sous de Wolfgang Staudte: Tiger Brown
- 1963:
  - Les tontons flingueurs de Georges Lautner: Fernand Naudin
  - Cent mille dollars au soleil d'Henri Verneuil: Hervé Marec
  - Carmen 63, de Carmine Gallone: Vincenzo
- 1964:
  - Llanto por un bandido de Carlos Saura:  El Lutos
  - Les barbouzes de Georges Lautner: Francis Lagneau
  - Le Monocle rit jaune de Georges Lautner: El cliente de Elisa (cameo)
- 1965:
  - L'arme à gauche de Claude Sautet: Jacques Cournot
  - Les grandes gueules de Robert Enrico: Laurent
  - La Métamorphose des cloportes de Pierre Granier-Deferre: Alphonse
- 1966:
  - Avec la peau des autres de Jacques Deray: Pascal Fabre
  - Ne nous fâchons pas de Georges Lautner: Antoine Beretto
  - Le deuxième souffle de Jean-Pierre Melville : Gustave Minda, alias "Gu"
- 1967:
  - Les aventuriers de Robert Enrico: Roland
  - Deux romains en Gaule (TV) de Pierre Tchernia.
- 1968: 
  - Le rapace de José Giovanni: El Rital
- 1969:
  - Le clan des siciliens de Henri Verneuil: El inspector Le Goff
  - El ejército de las sombras de Jean-Pierre Melville: Philippe Gerbier

### Años 1970
- 1970: 
  - Dernier domicile connu de José Giovanni: el inspector Marceau Léonetti
- 1971:
  - Fantasia chez les ploucs de Gérard Pirès: Sagamore Noonan
  - Boulevard du rhum de Robert Enrico: Cornelius
- 1972:
  - The Valachi Papers de Terence Young: Vito Genovese
  - Le Silencieux de Claude Pinoteau: Clément Tibère
  - La Raison du plus fou de François Reichenbach: El motorista
  - L'aventure c'est l'aventure de Claude Lelouch: Lino Massaro
- 1973:
  - La Bonne Année (Una dama y un canalla) de Claude Lelouch: Simon
  - Far West de Jacques Brel: el prisionero
  - L'Emmerdeur de Édouard Molinaro: Milan
- 1974:
  - Les Durs (Uomini Duri) de Duccio Tessari: El Padre Charlie
  - La Gifle de Claude Pinoteau: Jean
- 1975:
  - Adieu poulet de Pierre Granier-Deferre: El Comisario Verjeat
  - La Cage de Pierre Granier-Deferre: Julien
- 1976: 
  - Cadaveri Eccellenti de Francesco Rosi: El inspector Amerigo Rogas
- 1978:
  - Un papillon sur l'épaule de Jacques Deray: Roland Fériaud
  - The Medusa Touch de Jack Gold: El inspector Brunel
  - L'homme en colère de Claude Pinoteau: Romain Dupré

### Años 1980
- 1980: 
  - Les Séducteurs - episodio The French Method de Édouard Molinaro: François Quérole
- 1981:
  - Arresto preventivo de Claude Miller:  el inspector Antoine Gallien
  - Espion, lève-toi de Yves Boisset: Sébastien Grenier
- 1982: 
  - Les Misérables de Robert Hossein: Jean Valjean
- 1983:
  - Cent Jours à Palerme (Cento Giorni a Palermo) de Giuseppe Ferrara: El general Carlo Dalla Chiesa
  - Le Ruffian de José Giovanni: Aldo Sévenac
- 1984: 
  - La Septième Cible de Claude Pinoteau: Bastien Grimaldy
- 1986: 
  - Sword of Gideon (TV) de Michael Anderson: Papa
- 1987: 
  - La Rumba de Roger Hanin: Le caïd du milieu (non crédité)
  - Maledetto ferragosto de Francesco Massaro - película sin terminar -

En la película La Chèvre debía interpretar a Campana, pero como el papel de François Perrin habría de ocuparlo Pierre Richard, Lino Ventura rechazó actuar.

## Premios y nominaciones
Festival Internacional de Cine de San Sebastián
| Año  | Categoría                      | Película             | Resultado |
| ---- | ------------------------------ | -------------------- | --------- |
| 1973 | Concha de Plata al mejor actor | Una dama y un bribón | Ganador   |

## Labor humanitaria
1966 : fundador de la asociación humanitaria « de ayuda a la infancia con minusvalías » Perce-Neige.